# Selenopsyllus antarcticus
Selenopsyllus antarcticus is een eenoogkreeftjessoort uit de familie van de Cylindropsyllidae. De wetenschappelijke naam van de soort is voor het eerst geldig gepubliceerd in 1998 door Moura & Pottek.